# Simfonia núm. 1 (Txaikovski)
La Simfonia núm. 1 en sol menor, op. 13, de Piotr Ilitx Txaikovski és coneguda també amb el sobrenom de Somnis d'hivern. El germà del compositor, Modest, va afirmar que aquesta obra li va costar al seu germà més treball i patiments que qualsevol altra. Txaikovski va mantenir un gran afecte envers aquesta primera simfonia i va admetre a un amic anys després de compondre-la que «tot i els seus evidents defectes, li tinc una tendra estima.» Va escriure a Nadezhda von Meck l'any 1883 que «encara que des de molts punts de vista és molt immadura, té més substància i és millor que qualsevol altra de les meves obres més madures.»
El biògraf de Txaikovski, John Warrack, diu a propòsit d'aquesta obra, «aquí, tot i que encara no havia desenvolupat l'extremadament personal solució [a la forma simfònica] que caracteritza amb grandesa les tres darreres simfonies, Txaikovski produeix una obra que és convencional en la forma però ja molt acolorida amb la seva individualitat.»

## Composició
Txaikovski va començar a treballar en aquesta simfonia el març de 1866, immediatament després d'acceptar un treball com a professor d'harmonia al Conservatori de Moscou. El lent progrés, afegit a una devastadora crítica que Cesar Cui va fer d'una cantata composta per Txaikovski com a exercici de graduació al Conservatori de Sant Petersburg, va afectar la seva moral. La depressió resultant i l'estrès afegit de la tasca autoimposada de composició, nit i dia, van afectar tremendament la seva salut física i mental. Patia d'insomni, de dolors de cap que ell atribuïa a embòlies, i es va convèncer que no viuria per a concloure-la.
Una reeixida interpretació a Sant Petersburg el 13 de maig, sota la batuta d'Anton Rubinstein, de la seva revisada Obertura en fa va pujar-li l'ànim, junt amb un canvi d'aires, en companyia de la família, durant les vacances d'estiu. Però Txaikovsi continuava treballant nit i dia, i l'esgotament es va agreujar. Finalment, la família va cridar un metge, qui va declarar que Txaikovski es trobava «a un pas de la bogeria.» Va ordenar complet repòs. Txaikovski hi va accedir.
Malgrat la manca de progrés, quan va tornar a Sant Petersburg a finals d'agost, Txaikovski va sol·licitar l'opinió dels seus mestres, Anton Rubinstein i Nikolai Zaremba, sobre el treball ja avançat. Ambdós van expressar una opinió negativa. Més encara, van refusar considerar interpretar part de la simfonia al concert de Sant Petersburg de la Societat Musical Russa (SMR), com Txaikovski desitjava.
Després d'interrompre el treball per a dedicar-se a un encàrrec per a compondre una Obertura Festiva sobre l'Himne Nacional Danès, Txaikovski va concloure la simfonia -incloent-hi totes les modificacions suggerides per Rubinstein i Zaremba— abans de les vacances de Nadal del Conservatori. Durant les vacances, Txaikovski va sotmetre de nou la partitura a Rubinstein i Zaremba. Tot i que encara ambdós desaprovaven la simfonia en conjunt, aquesta vegada van admetre l'adagio i l'scherzo com "apropiats per a ser interpretats." Aquests dos moviments van ser interpretats en un concert de la SMR a Sant Petersburg, el 23 de febrer de 1867, sense cap èxit.
Txaikovski considerava Sant Petersburg el centre musical de Rússia i havia estat obsedit en estrenar-hi la seva simfonia. Ara estava completament desil·lusionat amb el públic de Sant Petersburg, tant com amb les crítiques dels seus professors. Va descartar totes les revisions que hi havia introduït i es va afermar amb la versió original, amb una única excepció. Per insistència de Zaremba, havia compost un nou segon tema per al primer moviment. En revertir els canvis es va adonar que s'havia desfet dels papers que contenien el segon tema original, i no va poder recordar allò que havia compost originalment. Finalment, va haver de deixar el segon tema aprovat per Zaremba.
De nou a Moscou, el germà d'Anton, Nikolai va mostrar-se més positiu respecte de la simfonia i no va tenir cap problema en interpretar-la fragmentàriament. Va ser només la insistència de Txaikovski d'una estrena a Sant Petersburg, el que el va fer enrere. Txaikovski, de mal grat, va permetre Rubinstein dirigir l'scherzo a un concert moscovita de la SMR el 22 de desembre. Tot i que la interpretació moscovita va resultar en un cert èxit, no va determinar Anton Rubinstein a interpretar l'obra sencera. Després el fracàs del concert a Sant Petersburg, Txaikovski va començar a mostrar-se més obert a una estrena a Moscou. Aquesta va tenir lloc finalment el 15 de febrer de 1868. Aquesta vegada l'acollida va ser entusiàstica. Sorprenentment, la simfonia hauria d'esperar quinze anys en ser interpretada novament.
Txaikovski va dedicar la simfonia a Nikolai Rubinstein.

## Influències

### Professors
Tant Anton Rubinstein com Nikolai Zaremba mostraven simpatia envers la música alemanya i de gust conservador. Oposat a les tendències visionàries del Grup dels Cinc, Rubinstein i els seus seguidors es mostraven refractaris, i fins i tot hostils, envers els nous corrents musicals. Al contrari, Rubinstein intentava preservar en la seua pròpia producció tot allò que considerava el millor de la tradició occidental del passat immediat.
Tot i no ser massa actiu com a compositor, Nikolai Zaremba no era una excepció a aquesta regla. Idolatrava Beethoven, particularment les darreres obres, però els seus gustos personals no havien progressat més enllà de Mendelssohn. Si qualsevol li haguera preguntat sobre Hector Berlioz, Robert Schumann—o, més pròxim geogràficament, Mikhaïl Glinka—, Zaremba probablement hauria reconegut no saber-ne res.
Anton Rubinstein, un excepcionalment prolífic compositor, va ser gairebé tan tradicional com Zaremba, component en un estil germànic similar a Schumann i Mendelssohn. Tot i que com a professor Rubinstein intentaria estimular la imaginació dels seus alumnes, també esperava que aquests romangueren tan conservadors com ell.
Per tot això, quan Richard Wagner va visitar Sant Petersburg l'any 1863 per a dirigir fragments del llavors inèdit Anell del nibelung, Rubinstein va comentar escrupolosament a classe els impressionants efectius orquestrals que Wagner usava, indicant que esperava que als seus alumnes no se'ls ocorreguera utilitzar-los mai. Quan va acceptar dirigir la cantata que Txaikovski havia compost com a exercici de graduació, tot i que no de massa bon grat, Rubinstein va considerar que l'orquestració de la peça era "herètica", i va refusar dirigir-la una segona vegada si Txaikovski no hi introduïa canvis substancials. Txaikovski hi va refusar.

### Mendelssohn
En les vacances d'estiu de 1866 en companyia de la seua família, quan les vesprades es dedicaven a la música, Txaikovski, al piano, interpretava invariablement la Simfonia Italiana de Mendelssohn, la Simfonia núm. 1, la Simfonia núm. 3 o Das Paradies und die Peri de Schumann. Potser per això, la presència de Mendelssohn a la Simfonia Somnis d'hivern és molt punyent. Una gràcia d'invenció mendelssohniana preval al llarg de l'obra, i la lleugeresa i tempo de l'scherzo sembla emanar del món somniador de El somni d'una nit d'estiu.
A més, Warrack afegeix que tant el subtítol de la simfonia com els dels dos primers moviments —"Somnis d'un viatge d'hivern" i "Terra de desolació, terra de boira"—palesen una possible estima a la capacitat de Mendelssohn d'expressar en forma simfònica una experiència emocional davant d'un paisatge romàntic. Tot i que Txaikovski no va desenvolupar aquesta idea fins al final (els dos darrers moviments no tenen subtítols), l'atmosfera general de la simfonia la fa més pròxima a Mendelssohn que a cap altre representant de la tradició simfònica.

### Rússia
Junt amb aquestes influències, l'escriptor rus Daniel Zhitomirski explica que "el tema, el gènere i l'entonació" de l'escriptura de Txaikovski estan estretament lligats a la vida i el folklore rus." Warrack destaca com les terceres obsessives de la música folklòrica russa impregnen les melodies de Txaikovski; i de vegades sovinteja l'interval de l'elidida quarta, acolorint [sic] intensament la invenció melòdica de les seues primeres simfonies i actuant com a evocació emocional més que implicant la progressió harmònica."

## Problemes amb la forma
L'escriptor Herbert Weinstock no va tenir problemes en qualificar la primera simfonia d'obra fallada en la seua biografia de Txaikovski, però les seues raons per a manifestar aquesta opinió poden realment considerar-se adequades. Weinstock escriu, "La causa del fracàs de la simfonia va ser la de la desconcertant batalla per a la seua composició: [Txaikovski] no podia compondre alhora una simfonia que respectés els límits formals de les simfonies precedents — complaent així a Anton Rubinstein — i que contingués la música que ell sentia interiorment i que volia expressar."
Això no significa que Txaikovski fos completament incapaç de treballar dins dels límits formals. Al contrari, Brown admet que tot i que les aptituds naturals de Txaikovski per a pensar en termes del procediment simfònic orgànic pogueren ser limitades, les franques confessions sobre aquestes dificultats que va fer al final de la seua carrera, van ser admeses massa fàcilment com a etiqueta de la seua obra sencera. Tot i els seus intents de ser franc, realment Txaikovski no es va fer justícia a si mateix.
Brown també destaca que la primera simfonia va ser un punt d'inflexió molt important en un sentit. Fins a la seua composició, Txaikovski s'havia contentat a actuar com un competent artesà, adaptant la seua música com millor podia als models convencionals. Amb Somnis d'hivern, Txaikovski va expressar que si havia de créixer i desenvolupar-se com a compositor original, hauria de treballar, pot dir-se, "al voltant de les regles," per a trobar les seues pròpies solucions. Les seues victòries poden haver estat de vegades difícils de guanyar — i, a mesura que va madurar, cada vegada menys dures — però, en qualsevol cas van ser victòries.
Sent la primera obra de gran escala de Txaikovski, també sembla natural que patís l'ansietat que li va provocar. Per a complicar les coses, com han assenyalat Brown i Warrack, la qualitat més destacada de Txaikovski com a compositor, el seu èxit com a melodista, realment actuava en contra d'ell quan volia compondre obres formals.
Warrack es refereix al darrer deixeble de Txaikovski, el compositor Serguei Tanéiev per a explicar aquest problema. Una melodia és quelcom complet en si mateix, que no és susceptible de desenvolupament musical. Pot ser repetida i modificada per algú, que com Txaikovski, tenia l'habilitat de mantenir l'interès, la tensió i la satisfacció durant llargs intervals. Poc més que això pot fer-se'n.
Com assenyala Brown, el que va fer Txaikovski és adaptar la forma sonata i l'estructura simfònica per a fer-les més compatibles amb el tipus de música què ell estava capacitat per a crear. Fent això, Txaikovski mostra sovint una impressionant riquesa de recursos, fins i tot en aquesta simfonia. "Els compassos inicials del primer moviment són prou per a escombrar la vella i caduca llegenda que Txaikovski estava desproveït de qualsevol aptitud simfònica."
Warrack afegeix que a Somnis d'hivern s'hi troben ja algunes empremtes de l'estil de maduresa de Txaikovski. Una és el realment encisador vals que reemplaça la secció del trio al scherzo. També s'hi troben ornamentacions amb escales executades per les fustes, alguns trets harmònics, l'aparició d'una experta tècnica orquestral que permet una major varietat musical, i el recurs a la repetició de melodies en lloc del desenvolupament d'una cèl·lula musical, que permetria generar una vertadera energia simfònica.
En resum, segons escriu Warrack, tant els defectes estilístics de Txaikovski com les seues virtuts ja hi són presents. A més, conclou, tot i que el mateix Txaikovski va deplorar els defectes, "també va encertar en seguir trobant plaer en el jovenívol frescor i l'encís de la música."